# SN 1997cm
SN 1997cm – supernowa nieznanego typu odkryta 6 maja 1997 roku w galaktyce A125337-2848. W momencie odkrycia miała maksymalną jasność 20,60m.